# Дробный, Ярослав
Ярослав Дробный (чеш. Jaroslav Drobný; 12 октября 1921, Прага — 13 сентября 2001, Лондон, Великобритания) — чешский спортсмен, входивший в число лучших хоккеистов и теннисистов мира. Выступал за Чехословакию и Египет, позже получил британское гражданство.
В хоккее с шайбой — чемпион мира 1947 года, серебряный призёр Олимпиады 1948 года в составе сборной Чехословакии. Член Зала славы ИИХФ с 1997 года.
В теннисе — трёхкратный победитель турниров Большого шлема в одиночном разряде (под флагом Египта), чемпион Франции в мужском и смешанном парном разряде 1948 года (под флагом Чехословакии), первая ракетка мира среди любителей. Член Международного зала теннисной славы с 1983 года.

## Спортивная карьера

### Выступления за Чехословакию
С самого раннего детства Ярослав Дробный проявлял способности к спорту. Его первым увлечением был футбол, но, когда ему было пять лет, его отец нашёл работу при пражском теннисном клубе, где Ярослав для начала стал подавать игрокам мячи, а затем и участвовать в играх. Позже он вспоминал, что ему довелось играть тогда против будущих родителей Мартины Навратиловой и Ивана Лендла. Уже в 12 лет он начал выигрывать национальные чемпионаты Чехословакии, и в 1938 году, в 16 лет, впервые выступил в Уимблдонском турнире. Для его поездки в Лондон была организована специальная подписка, позволившая собрать необходимые деньги. Дробный играл в этот год как гражданин Чехословакии, но в своё второе появление на Уимблдоне ему пришлось выступать под флагом Богемии и Моравии — нацистского протектората, образованного на территории Чехословакии. Затем его участие в международных турнирах прервала война, во время которой он работал на заводе, выпуская бочки для горючего и патронные гильзы.
После войны Дробный одновременно выступал как теннисист и как хоккеист. Уже в 1946 году он вышел в финал теннисного чемпионата Франции, затем на Уимблдоне взял верх над Джеком Креймером (став последним теннисистом, которому удалось это сделать в любительском турнире) и дошёл до полуфинала, а через год в Праге на чемпионате мира по хоккею стал одним из ключевых игроков, принесших чехословакам первую в истории страны золотую медаль мировых хоккейных первенств. Через год чехословацкая сборная с участием Дробного только по разнице забитых и пропущенных шайб уступила «золото» Олимпийских игр в Санкт-Морице канадцам, с которыми сыграла вничью в круговом турнире. Всего через несколько недель после этого успеха Дробный вышел в финал чемпионата Франции по теннису во всех трёх разрядах, проиграв одиночный финал Фрэнку Паркеру, но выиграв и в мужском, и в смешанном парном разряде. В эти два года он доходил до полуфинала Открытого чемпионата США, а также был бесспорным лидером чехословацкой теннисной сборной, дважды выиграв с ней Европейскую группу Кубка Дэвиса; оба раза чехословаков останавливали в межзональном финале австралийцы, в те годы наряду со сборной США господствовавшие в мировом теннисе, причём оба раза Дробный был тем игроком, который приносил очки проигравшей стороне — он выиграл единственную игру в одиночном разряде в 1947 году и две из трёх своих игр год спустя. Всего он провёл за сборную 43 игры, победив в 37 из них.
Хоккейная карьера Дробного прервалась внезапно, после того, как при падении получил травму глаза, вынудившую его всю оставшуюся жизнь носить очки. Тем не менее в 1949 году он дошёл до финала Уимблдонского турнира в одиночном разряде, проиграв там Теду Шрёдеру но затем в развитие его карьеры вмешалась политика.

### Выступления за Египет

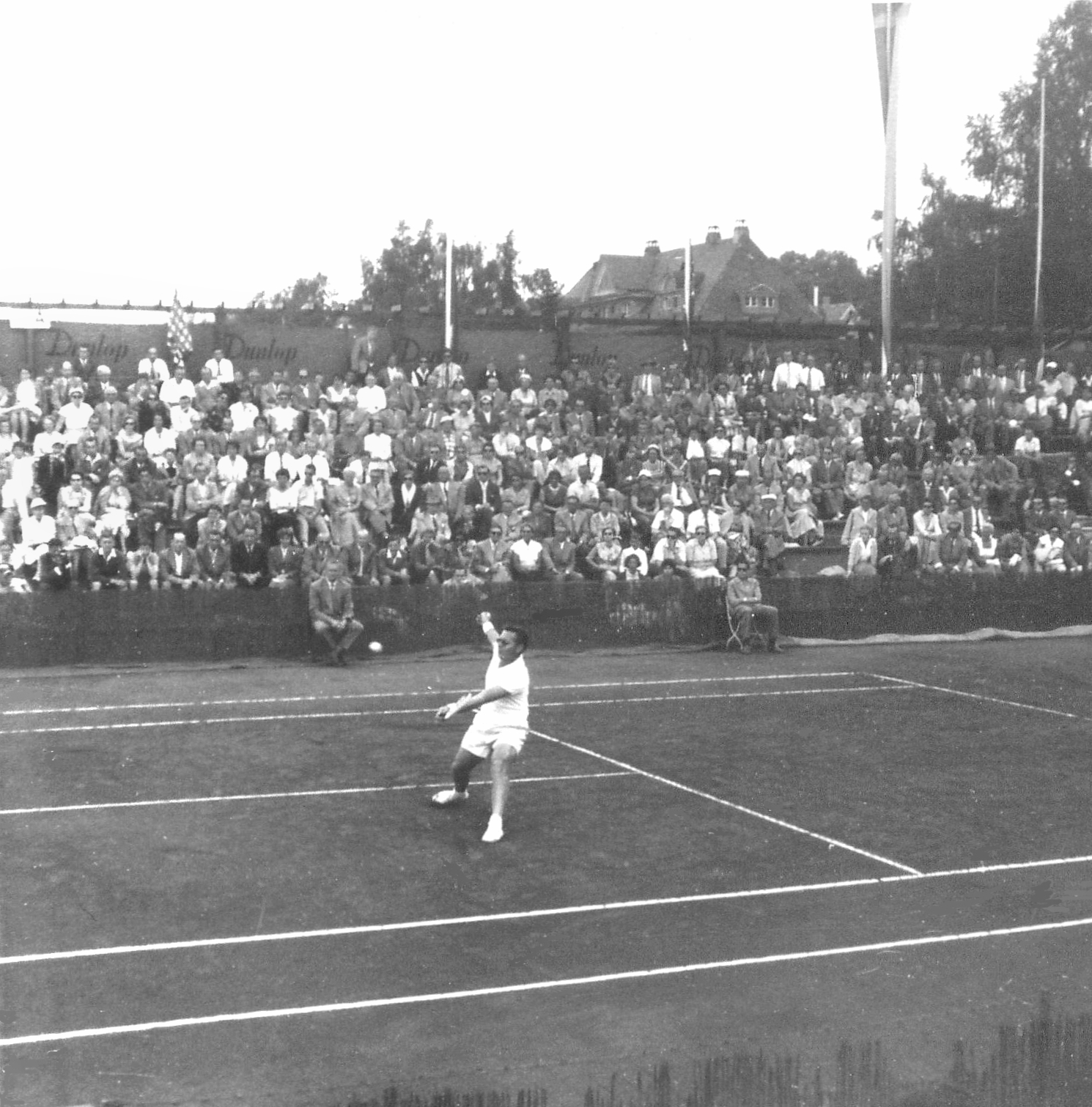
Ярослав Дробный на теннисном турнире в Эрлангене, 1955 год

Летом 1949 года, вскоре после Уимблдонского турнира, когда сборная Чехословакии прибыла на матч Кубка Дэвиса в Швейцарию, Дробный бежал вместе с товарищем по команде Владимиром Черником. В своих мемуарах он писал, что сделал это, так как не желал подчиняться решениям коммунистических чиновников, решавших, где и когда ему играть. Обычно в таких случаях беженцы превращались в апатридов, но не на этот раз: Египет предоставил Дробному свой паспорт, чтобы тот мог продолжать путешествовать. Таким образом, он продолжал выступать уже под флагом Египта и в следующие три года дважды приносил своей новой стране победу в одиночном разряде на чемпионате Франции. Также под флагом Египта он трижды выиграл с 1950 по 1953 год чемпионат Италии.
В 1954 году, в 32 года, Дробный завоевал для Египта главный трофей Уимблдонского турнира, в марафонском матче из 58 геймов победив Кена Розуолла и став первым в истории левшой, выигравшим Уимблдон в одиночном разряде. Всего же за время выступлений за Египет он пять раз побывал в финале турниров Большого шлема в одиночном разряде (три победы) и три раза в мужском парном разряде, в том числе заставив в 1951 году отыграть все пять сетов будущих обладателей Большого шлема — австралийцев Седжмена и Макгрегора. С 1947 по 1955 год он ежегодно входил в десятку лучших теннисистов-любителей мира, составляемую журналом Daily Telegraph, а в год своей уимблдонской победы занял в этой иерархии первое место. Дробный продолжал играть в теннис до 1960 года, когда в возрасте 38 лет он в последний раз появился на кортах Уимблдона. При этом в последние годы карьеры он постоянно жил в Англии и после завершения активной карьеры получил британское гражданство. В качестве британского подданного он четыре года подряд в конце 60-х и начале 70-х годов выигрывал с Филиппом Вашером турнир ветеранов на Уимблдоне, пока инсульт не заставил его полностью прекратить игру. Одновременно он содержал магазин спортивных товаров.

## Стиль игры
Ярослав Дробный был левшой, носил очки и отличался массивным телосложением. Несмотря на это, он был грозным противником на корте. Его коронным ударом был смеш. Если противник пытался перебросить вышедшего к сетке Дробного «свечой», тот изгибал назад всё тело, чтобы нанести решающий удар. Он также отличался одной из самых мощных подач послевоенных лет, хотя впоследствии травма плеча заставила его умерить силу ударов. Ему хорошо удавались резаные и кручёные удары.

## Участие в финалах турниров Большого шлема за карьеру

### Одиночный разряд (3+5)
| Результат | Год  | Турнир                | Покрытие | Соперник в финале | Счёт в финале           |
| --------- | ---- | --------------------- | -------- | ----------------- | ----------------------- |
| Поражение | 1946 | Чемпионат Франции     | Грунт    | Марсель Бернар    | 6-3, 6-2, 1-6, 4-6, 3-6 |
| Поражение | 1948 | Чемпионат Франции     | Грунт    | Фрэнк Паркер      | 4-6, 5-7, 7-5, 6-8      |
| Поражение | 1949 | Уимблдонский турнир   | Трава    | Тед Шрёдер        | 6-3, 0-6, 3-6, 6-4, 4-6 |
| Поражение | 1950 | Чемпионат Франции     | Грунт    | Бадж Патти        | 1-6, 3-6, 6-3, 7-5, 5-7 |
| Победа    | 1951 | Чемпионат Франции     | Грунт    | Эрик Стёрджесс    | 6-3, 6-3, 6-3           |
| Победа    | 1952 | Чемпионат Франции (2) | Грунт    | Фрэнк Седжмен     | 6-2, 6-0, 3-6, 6-4      |
| Поражение | 1952 | Уимблдонский турнир   | Трава    | Фрэнк Седжмен     | 6-4, 2-6, 3-6, 2-6      |
| Победа    | 1954 | Уимблдонский турнир   | Трава    | Кен Розуолл       | 13-11, 4-6, 6-2, 9-7    |

### Мужской парный разряд (1+3)
| Результат | Год  | Турнир              | Партнёр          | Соперники в финале          | Счёт в финале           |
| --------- | ---- | ------------------- | ---------------- | --------------------------- | ----------------------- |
| Победа    | 1948 | Чемпионат Франции   | Леннарт Бергелин | Фрэнк Седжмен Гарри Хопман  | 8-6, 6-1, 12-10         |
| Поражение | 1950 | Чемпионат Франции   | Билл Талберт     | Эрик Стёрджесс Тони Траберт | 2-6, 6-1, 8-10, 2-6     |
| Поражение | 1950 | Чемпионат Австралии | Эрик Стёрджесс   | Джон Бромвич Адриан Квист   | 3-6, 7-5, 6-4, 3-6, 6-8 |
| Поражение | 1951 | Уимблдонский турнир | Эрик Стёрджесс   | Кен Макгрегор Фрэнк Седжмен | 6-3, 2-6, 3-6, 6-3, 3-6 |

### Смешанный парный разряд (1+0)
| Результат | Год  | Турнир            | Партнёр               | Соперники в финале       | Счёт в финале |
| --------- | ---- | ----------------- | --------------------- | ------------------------ | ------------- |
| Победа    | 1948 | Чемпионат Франции | Патрисия Каннинг-Тодд | Дорис Харт Фрэнк Седжмен | 6-3, 3-6, 6-3 |